# إيفان ميكلوش
إيفان ميكلوش (مواليد 2 يونيو 1960) هو سياسي سلوفاكي شغل منصب وزير المالية لسلوفاكيا في الفترة من 2002 حتى 2006 ومرة أخرى من 2010 حتى 2012.